# جوسلين بوك
جوسلين بوك (بالإنجليزية: Jocelyn Pook)‏ (و. 1960  م) هي ملحنة، وعازفة بيانو، وموسيقية بريطانية، ولدت في برمينغهام، تستخدم آلات كمان متوسط.

## جوائز
حصلت على جوائز منها:

جائزة لورنس أوليفيه

## وصلات خارجية
- جوسلين بوك على موقع IMDb (الإنجليزية)
- جوسلين بوك على موقع ألو سيني (الفرنسية)
- جوسلين بوك على موقع ميوزك برينز (الإنجليزية)
- جوسلين بوك على موقع أول موفي (الإنجليزية)
- جوسلين بوك على موقع قاعدة بيانات برودواي على الإنترنت (الإنجليزية)
- جوسلين بوك على موقع قاعدة بيانات الأفلام السويدية (السويدية)
- جوسلين بوك على موقع أول ميوزيك (الإنجليزية)
- جوسلين بوك على موقع ديسكوغز (الإنجليزية)
- جوسلين بوك على موقع قاعدة بيانات الفيلم (الإنجليزية)
- جوسلين بوك على موقع كينوبويسك (الروسية)